# Doubna
Pour les articles homonymes, voir Doubna (homonymie).
Doubna (en russe : Дубна) est une ville de Russie, dans l'oblast de Moscou. Doubna s'est développée après la Seconde Guerre mondiale à partir d'un des plus grands centres de recherche nucléaire au monde. Sa population s'élevait à 74 791 habitants en 2014.

## Géographie
La ville de Doubna se trouve à 187 m d'altitude, à environ 125 km au nord de Moscou. Doubna est la ville la plus au nord de l'oblast de Moscou. Elle est traversée par la Volga et se trouve immédiatement en aval du réservoir d'Ivankovo, dont le barrage à travers la Volga formait le seul pont reliant les deux parties de la ville jusqu'à la livraison du nouveau pont en décembre 2018. À l'ouest, Doubna est limitée par le canal de Moscou, tandis qu'à l'est la ville est limitée par la rivière Doubna.

## Histoire
La décision de construire un accélérateur à proton pour des recherches nucléaires fut prise par le gouvernement soviétique en 1946. Le site de Doubna fut choisi en raison de son relatif isolement de Moscou et de la présence de la centrale électrique voisine d'Ivankovo. Le responsable scientifique du projet était Igor Kourtchatov. Mais le contrôleur général du centre de recherches nucléaires, comportant la construction d'une cité, d'une route et d'une voie ferrée jusqu'à Moscou, était le chef du NKVD, Lavrenti Beria. Après trois années de travail intensif, auquel participèrent de nombreux prisonniers du Goulag, condamnés aux travaux forcés, l'accélérateur fut achevé le 13 décembre 1949.
La ville de Doubna fut officiellement inaugurée en 1956, en même temps que l'Institut unifié de recherches nucléaires, qui s'était développé en un vaste laboratoire de recherches international, principalement destiné à la physique des particules, à la physique des ions lourds, à la synthèse des éléments transuraniens et à la radiobiologie. 
Photo panoramique de l'accélérateur à protons publiée (à la Une de France-Soir du 9 septembre 1957). Un scoop mondial qui le fera connaître au monde entier.

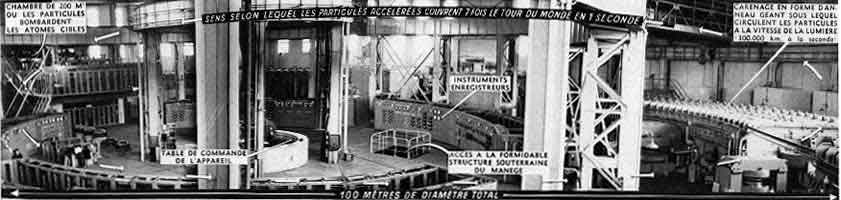
1957. Le plus grand synchro-cyclotron du monde photographié par un jeune photo-journaliste français, Jean-Louis Swiners.

De remarquables physiciens du XXe siècle ont travaillé à l'Institut, dont Nikolaï Bogolioubov, Gueorgui Fliorov, Vladimir Vexler, Bruno Pontecorvo. Plusieurs éléments transuraniens comme l'oganesson, y furent découverts ou étudiés. Le nom de l'élément 105, le dubnium, est ainsi dérivé du nom de la ville.

## Population
Recensements (*) ou estimations de la population
| 1939* | 1959*  | 1970*  | 1979*  | 1989*  |
| ----- | ------ | ------ | ------ | ------ |
| 9 904 | 14 009 | 43 674 | 54 886 | 65 805 |

| 2002*  | 2010*  | 2012   | 2013   | 2014   |
| ------ | ------ | ------ | ------ | ------ |
| 60 951 | 70 569 | 72 357 | 73 840 | 74 791 |

## Économie
Avant la dislocation de l'Union soviétique, l'Institut unifié de recherches nucléaires (en russe : Объединённый институт ядерных исследований, en abrégé ОИЯИ) et le MKB Radouga, un centre d'étude et de fabrication de missiles de croisière, étaient les principaux employeurs de Doubna. Leur importance a fortement décru et la ville connaît un taux de chômage élevé, malgré la création de nouvelles entreprises. D'ambitieux projets destinés à faire de Doubna une « silicon valley » russe ont été annoncés, et quelques entreprises de services informatiques s'y sont effectivement installées, comme Luxoft (en).

## Jumelage
- La Crosse (Wisconsin) (États-Unis)
- Alouchta (Crimée)
- Givat Shmuel (Israël)

## Personnalités
- Bruno Pontecorvo (1913-1993), physicien et chercheur
- Vladimir P. Gerdt (1947-2021), mathématicien russe, est mort à Doubna.

## Divers
Doubna possède la plus grande statue de Lénine dans le monde, haute de 15 mètres. La statue jumelle de Staline, qui l'accompagnait, a été démolie en 1963 pendant la déstalinisation.